# Ennezat

Ennezat este o comună în departamentul Puy-de-Dôme, Franța. În 2009 avea o populație de 2,369 de locuitori.